# Saint-Jean-Lespinasse
Saint-Jean-Lespinasse is een gemeente in het Franse departement Lot (regio Occitanie) en telt 383 inwoners (2004). De plaats maakt deel uit van het arrondissement Figeac.
In de gemeente staat het Château de Montal. Dit renaissancekasteel werd gebouwd in opdracht van Jeanne de Balzac tussen 1523 en 1534. Het verkommerde kasteel werd in de 19e eeuw grotendeels ontmanteld. Het werd in 1908 gekocht en gerestaureerd door industrieel en kunstverzamelaar Maurice Fenaille (1855-1937).

## Geografie
De oppervlakte van Saint-Jean-Lespinasse bedraagt 6,0 km², de bevolkingsdichtheid is 63,8 inwoners per km².
De onderstaande kaart toont de ligging van Saint-Jean-Lespinasse met de belangrijkste infrastructuur en aangrenzende gemeenten.

## Demografie
Onderstaande figuur toont het verloop van het inwonertal (bron: INSEE-tellingen).